# Bab Al-Sharqi
Bab Al-Sharqi (arabiska:الباب الشرقي) är ett område i Rusafa i Bagdad,i Bab Al-Sharqi ligger bland annat frihetsmonument och Ommah Park.